# Jan Bébar
Jan Bébar (2. června 1799 Drysice – 19. dubna 1854 Drysice) byl rakouský politik české národnosti z Moravy, během revolučního roku 1848 poslanec Říšského sněmu.

## Biografie
Roku 1849 se uvádí jako Johann Bebar, rolník v obci Drysice. Uvádí se jako Slovan.
Během revolučního roku 1848 se zapojil do veřejného dění. Ve volbách roku 1848 byl zvolen i na ústavodárný Říšský sněm. Zastupoval volební obvod Rájec. Tehdy se uváděl coby majitel hospodářství. Řadil se k sněmovní pravici.